# Livingstone, Zambia
Livingstone este un oraș de graniță situat pe fluviul Zambezi aproape de Cascada Victoria și orașul Victoria Falls din Zimbabwe. El este capitala provinciei de sud din Zambia. Orașul a luat ființă în anul 1904 sub numele de „Livingstone” numit după cercetătorul englez David Livingstone fiind pe atunci capitala Rodeziei de Nord. Livingstone are în prezent ca. 110 000  de locuitori fiind amplasat la marginea parcului natural de care aparține Cascada Victoria și unde se pot întâlni animale sălbatice ca hipopotami, elefanti și lei. Orașul are căi rutiere în stare bună una dintre principalele surse  economice ale lui fiind turismul. In oraș există un muzeu arheologic unde sunt păstrate exponate din timpul „Imperiului Munhumutapa” (secolul XIII - XV) care cuprindea o parte din Zambia și partea centrală din Mozambic.